# Отменить старение
«Отменить старение» (англ. Ending Aging) — книга, написанная биогеронтологом Обри ди Греем и его научным ассистентом Майклом Рэем (Michael Rae) в 2007 году. В книге Обри ди Грей изложил свои взгляды на возможность устранения последствий процессов старения в организме и, вследствие этого, значительного продления жизни — достаточно значительного, чтобы человек мог дождаться появления следующего поколения биотехнологий, которое в теории уже позволяет вернуть тело в молодое состояние и поддерживать его в таком состоянии неограниченно долго. Эта совокупность подходов получила название «Стратегии достижения пренебрежимого старения инженерными методами» (англ. Strategies for Engineered Negligible Senescence, SENS). Обри ди Грей утверждает, что это возможно и реализуемо уже для ныне живущих людей. В книге он размышляет, каким именно образом можно устранить различные типы повреждений внутри организма, и какие шаги следует предпринять для разработки соответствующих технологий.

## Издания
- St. Martin’s Press, 1 издание (жёсткая обложка, 389 стр.), выпущено 4 сентября 2007: ISBN 0-312-36706-6
- St. Martin’s Griffin, 1 издание с новым послесловием (мягкая обложка, 448 стр.), выпущено 14 октября 2008: ISBN 0-312-36707-4

## Переводы
- нем. Niemals alt!: So lässt sich das Altern umkehren. Fortschritte der Verjüngungsforschung, transcript Verlag, Bielefeld 2010
- исп. El Fin del Envejecimiento. Los avances que podrían revertir el envejecimiento humano durante nuestra vida, Lola Books, Berlín 2013
- итал. La fine dell'invecchiamento: Come la scienza potrà esaudire il sogno dell'eterna giovinezza, D Editore, Roma 2016
- порт. O fim do envelhecimento: Os avanços que poderiam reverter o envelhecimento humano durante nossa vida, NTZ, 2018

На русский язык книга официально не переводилась, однако существует неофициальный некоммерческий фанатский перевод под названием «Отменить старение», распространяющийся в Интернете в формате PDF.